# Ладик
Ладик (тур. Ladik) — місто в провінції Самсун Туреччини. Його населення становить 8626 осіб (2009). Висота над рівнем моря — 913 м.
Знаходиться на місці античного міста Лаодикеї Понтійської (лат. Laodicea Pontica).